# Khrew
Khrew è una città dell'India di 7.208 abitanti, situata nel distretto di Pulwama, nel territorio del Jammu e Kashmir. In base al numero di abitanti la città rientra nella classe V (da 5.000 a 9.999 persone).

## Geografia fisica
La città è situata a 34° 1' 0 N e 74° 58' 60 E e ha un'altitudine di 1.606 m s.l.m.

## Società

### Evoluzione demografica
Al censimento del 2001 la popolazione di Khrew assommava a 7.208 persone, delle quali 3.686 maschi e 3.522 femmine. I bambini di età inferiore o uguale ai sei anni assommavano a 878, dei quali 452 maschi e 426 femmine. Infine, coloro che erano in grado di saper almeno leggere e scrivere erano 3.693, dei quali 2.322 maschi e 1.371 femmine.